# 超お父さん
『超お父さん』（スーパーおとうさん）は、2006年にSNKプレイモアが製造・販売した5号機のパチスロ機。保通協における型式名は「スーパーオトウサン」。
5号機としては初のボーナスを経由しないリプレイタイムの連荘システムを搭載。連続演出のおふろタイムと共に評価を受け、2007年には続編の「超お父さん2」が登場し、2010年にはその続編の「極お父さん」、翌2011年にはさらに続編となる「ハイパー娘」が登場している。

## 概要
ビッグボーナスは払い出し枚数が345枚（最大獲得枚数288枚）、レギュラーボーナスは払い出し枚数が134枚（最大獲得枚数108枚）をそれぞれ超えると終了する。ビッグボーナス絵柄は赤7と青7（別フラグ）。
若い頃に正義のヒーローだったお父さんが引退後に喫茶店を経営しているという設定。お父さんに襲いかかってくる闇の組織ZELTAの怪人達を倒すことがストーリーの中心となる。
リプレイタイム抽選状態（チャンスゾーン）時にベルを揃えると30Gのバトルチャンス（リプレイタイム）に突入するが、チェリーを揃えると抽選状態から通常へと転落してしまう（システム上の詳細は後述）。ベルやチェリーの当選確率は設定によって微妙に違うが、比率には設定差がなくベル2に対しチェリー1の割合。
ゲーム中にスイカが揃っても、払い出しはない（ボーナスもしくは1枚役の取りこぼしの場合に揃う可能性があるが、中リール、右リールで取りこぼすこともある）。スイカが揃う状態になった場合、その後数ゲームは熱い演出が続きやすくなる（ボーナスの場合は数ゲームの後にボーナス確定画面へと移行するが、確定画面が表示される前にボーナス絵柄を揃える事も可能）。なお、他の5号機に搭載されている重複フラグ（ボーナスと小役の同時抽選）は搭載されていない。
小役の獲得枚数は、チェリーが10枚（必ず角に止まるため、実質15枚）、ベルが8枚、ボーナス絵柄-スイカ-スイカが1枚となっている。

## 演出

### 登場人物
本条タケオ（お父さん）
主人公。喫茶店「Obrigado（オブリガード）」を経営している。若い頃は正義のヒーローであったが4年前に脱サラ。闇の組織ZELTAに狙われている。
本条ルリ
17歳の女子高生。本条タケオの一人娘。ZELTAにさらわれてしまうことがある。お風呂が大好き。
本条サチコ
ルリのお母さん。
常連の客
若い男と眼鏡をかけた女性と渋い中年男性がいる。たまにヒョッカーが来店する。

#### 闇の組織ZELTA
若い頃のお父さんと敵対していた組織。闇の帝王が出現したことで活動が活発化している（なお、怪人たちは競合パチスロメーカーの有名キャラクターをモチーフにしている）。
ヒョッカー&ビル・ヒョッカー
戦闘員と隊長。赤紫で角が生えているほうが隊長。ルリをさらうなど、お父さんに工作を仕掛けてくる。戦闘は弱い。
鳥怪人コンダール
コンドル（＝アルゼの『クランキーコンドル』）の姿をした怪人。一時はトップに君臨していたこともあったが、その卑劣な手段が災いして部下に見捨てられ失脚。今ではZELTA本部の守衛を務めている。
メカ怪人フロッガ
カエル（＝山佐の『ニューパルサー』）の姿をした怪人。冷静沈着な頭脳と堅実な作戦で組織のNo.3に位置している中堅。
野獣怪人ライオウ
ライオン（＝サミーの『獣王』）の姿をした怪人。行動力と斬新な作戦設計で不動のNo.2の地位を築く。
闇の帝王ビル・ボークン
組織のNo.1。必殺技は「怪光線ガイスール・シドー」。

### ステージ設定

#### 平穏な日々（喫茶店「Obrigado」）
お父さんはカウンターに立ち、お母さんは椅子に座ってタバコをふかしている。たまにハチ、クモ、ネズミ、トカゲ、ゴキブリが出てきてお父さんはビックリしてしまう。その際にカウンターの上の皿を割ってしまうと、お母さんに怒られるかルリに心配してもらえる。お母さんの後ろ辺りにはテレビが設置されていて、そこで小役などの告知もする。ゴミ箱には紙くず、新聞、雑誌、花などが捨てられているときもある。カウンターの上に置かれている日付表示機は、実際の日付と一致している。
たまに客が入ってくることがある。「いつもの」という客に、ルリはコーヒー、ジュース、パフェ、オムレツなどを出す。品切れのときもある。また、備え付けの公衆電話に電話がかかってくることもある。ほとんどがルリに用がある常連客からの電話だが、お父さんはルリが留守だと告げて電話を切ってしまう。たまにそれをルリが阻止して楽しく会話することもある。ヒョッカーから電話がかかってきた場合、ルリはさらわれてしまう。
ルリがお父さんにプレゼントをくれる時もある。中に入っているもので小役告知だが、ワイシャツとネクタイや背中流し券をくれるなどする。ルリのいたずらで、びっくり箱な時もある。

##### おふろタイム
「うふっ」の合図で、ルリがお風呂に入ろうとするとおふろタイム突入である。最大4G継続で、お父さんに覗かれずに無事に入浴できればボーナスが確定する。

#### さらわれた娘（市街地）
戦闘員によってさらわれてしまったルリを助けるため、お父さんはスクーターに乗ってその戦闘員の後を追いかける。ボーナスもしくは1枚役を引いた場合に突入することがあるが、1枚役だった場合はその後の期待度は喫茶店の時と全く変わらない。お父さんの怒りが頂点に達すればスーパーお父さんとなり怪人らと対決することになるか、お父さんの決意に移行するが、スクーターがガス欠になってしまった場合、ルリは一人で家に帰ってきてまた喫茶店演出となる。

#### お父さんの決意（廃工場）
スーパーお父さんに変身したお父さんは、ルリを助けるため廃工場で敵を待ち構える。多くはボーナス後に突入するチャンスゾーンでの演出（タイトルは表示されない）だが、チャンスゾーン以外で突入した場合はボーナス当選の期待度が高まる。チャンスゾーンであれば、ベル揃いで怪人らと戦うバトルチャンスに突入するがチェリーが揃ってしまうとお父さんが夢から覚めてこのステージは終わる。チャンスゾーンではなくボーナス当選もしていなかった場合は、ベルかチェリーが揃うことによりお父さんが夢から覚めることになる。

## バトルチャンス
リプレイタイム抽選状態時にベルを引くことで突入。設定変更後や通常に転落後の600Gの場合、リプレイタイム抽選状態でも廃工場にいるとは限らない。30Gの間、リプレイの確率が通常より上がる。バトルチャンスが終わっても、チェリーを引く前にベルを引けばまたバトルチャンスに突入することができる。バトルチャンス中のチェリーは関係ない。
ボーナスを引くまでは同じ相手と戦い続けることになる。相手を倒す（ボーナス確定）ことでコンダール→フロッガ→ライオウ→ボークンと戦う相手がレベルアップしていく（ボーナス中の演出内で獲得できるコインによって、敵が前後することもある）。ボークンを倒しビッグボーナスを獲得するとエンディングを見ることができ、その後のエキストラバトルで勝利しビッグボーナスを引くとエピローグを見ることができる。

## システム
この機種はベル揃いから突入する30Gの高リプレイタイム（リプレイ確率1/1.49）とチェリー揃いから突入する600Gの低リプレイタイム（リプレイ確率約1/7.3で通常とほぼ同じ）の2つのリプレイタイムが存在する。5号機では揃い目から突入する有限のリプレイタイム中は新たに揃い目からのリプレイタイムに突入できないため、非リプレイタイム時（チャンスゾーン）以外の状態でのベルやチェリー揃いはリプレイタイムに影響を及ぼさない。チャンスゾーンはボーナス後・リプレイタイム終了後に突入する。
チェリー揃いからの低リプレイタイムは通常とほぼ変わらないリプレイ確率でありベル揃いでも高リプレイタイムに突入できないため、ボーナスが成立しない限り600Gの間はリプレイタイムの恩恵を受けることができない。この低リプレイタイム中が喫茶店を舞台にした通常の状態にあたる。
このリプレイ確率が通常時とほぼ変わらないリプレイタイムによるリプレイタイム連荘システムは、5号機の一つのジャンルとして後に他社からも同システムを搭載した機種が発表されることとなった。